# Corentin Celton (métro de Paris)
Pour les articles homonymes, voir Corentin Celton.
Corentin Celton est une station de la ligne 12 du métro de Paris, située à Issy-les-Moulineaux.

## Situation
La station est implantée sous la rue Ernest-Renan à Issy-les-Moulineaux, à l'est de la place Paul-Vaillant-Couturier. Orientée selon un axe nord-ouest/sud-est, elle s'intercale entre  la station Porte de Versailles et le terminus de Mairie d'Issy, au bout de la rue du Général-Leclerc sous laquelle passe le tunnel ferroviaire.

## Histoire
La station est ouverte le 24 mars 1934 avec la mise en service du prolongement de la ligne 12 depuis Porte de Versailles jusqu'à Mairie d'Issy.
Elle doit sa dénomination initiale de Petits Ménages à sa proximité avec l'hospice des Petits Ménages. Initialement situé dans le 7e arrondissement de Paris, l'établissement est transféré à Issy-les-Moulineaux en 1863, laissant alors un large espace à l'extension du Bon Marché.
Le 15 octobre 1945, elle change de nom au profit de Corentin Celton, l'hospice étant devenu l'hôpital Corentin-Celton en février de la même année, en hommage à son jeune employé Corentin Celton (1901-1943), résistant fusillé au Mont-Valérien par les nazis. La station est ainsi une des huit du réseau dont le nom a été modifié à l'issue de la Seconde Guerre mondiale afin d'honorer la mémoire de résistants morts pour la France, avec Trinité - d'Estienne d'Orves (ligne 12), Charles Michels (ligne 10), Colonel Fabien (ligne 2), Guy Môquet (ligne 13), Jacques Bonsergent (ligne 5), Corentin Cariou (ligne 7) et Marx Dormoy (ligne 12).
Dans le cadre du programme « Renouveau du métro » de la RATP, les couloirs de la station et l'éclairage des quais ont été rénovés dans le courant des années 2000.
Elle a vu entrer 3 438 335 voyageurs en 2019 ce qui la place à la 144e position des stations de métro pour sa fréquentation.
En 2020, avec la crise du Covid-19, 1 774 654 voyageurs sont entrés dans cette station ce qui la place à la 138e position des stations de métro pour sa fréquentation.
En 2021, la fréquentation remonte progressivement, avec 2 504 682 voyageurs qui sont entrés dans cette station ce qui la place à la 134e position des stations de métro pour sa fréquentation.

## Services aux voyageurs

### Accès
La station dispose de trois accès établis sur la place Paul-Vaillant-Couturier :
- l'accès 1 « Boulevard Gambetta », constitué d'un escalier fixe agrémenté d'un mât avec un « M » jaune inscrit dans un cercle, débouchant à l'ouest de la place ;
- l'accès 2 « Rue Ernest-Renan », également constitué d'un escalier fixe, se trouvant plus au centre de la place ;
- l'accès 3 « Place Paul-Vaillant Couturier », constitué d'un escalier mécanique montant permettant uniquement la sortie, se situant au droit du no 3 de la place.

Accès à la station
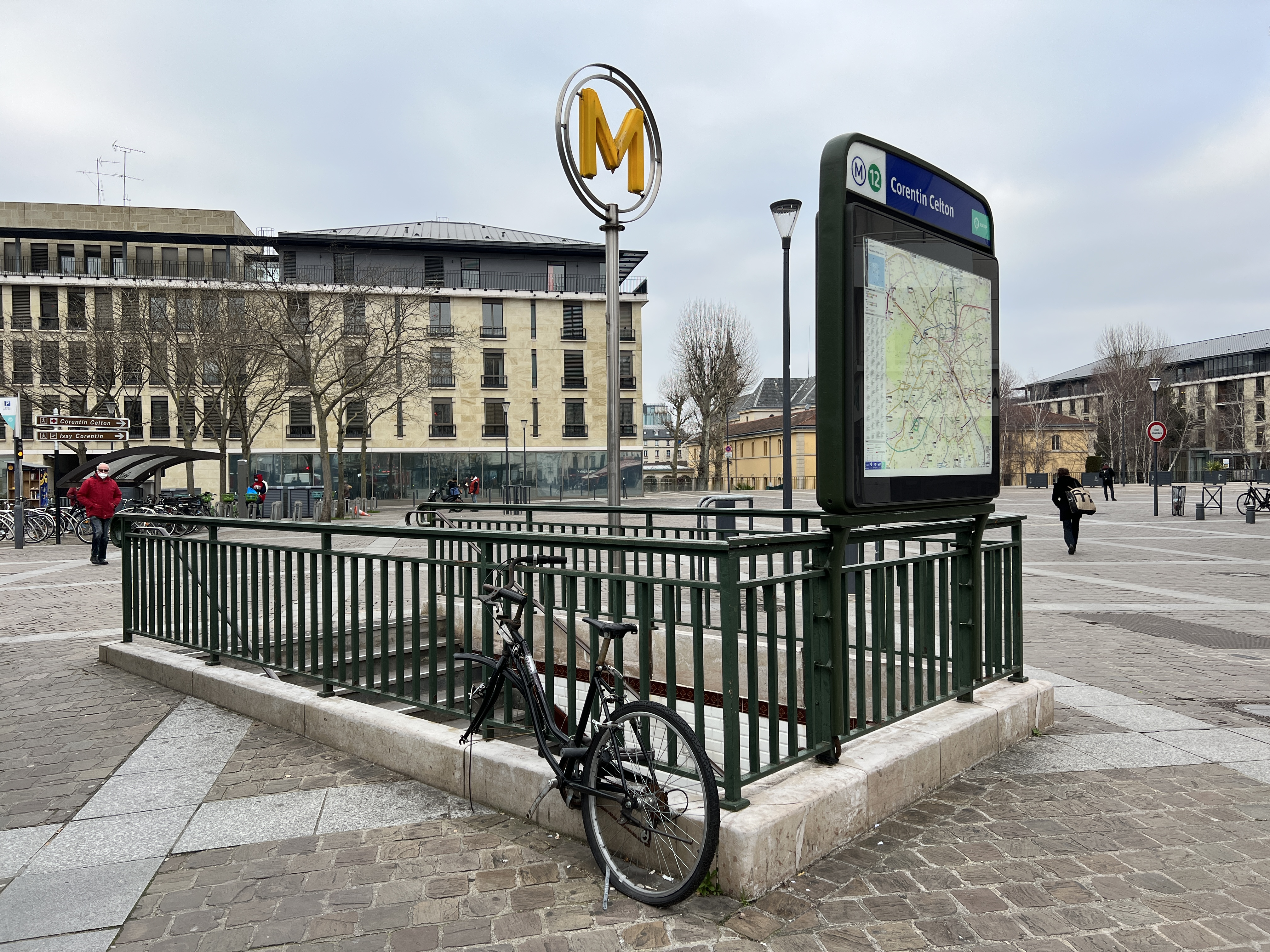
L'accès no 1 « Boulevard Gambetta ».
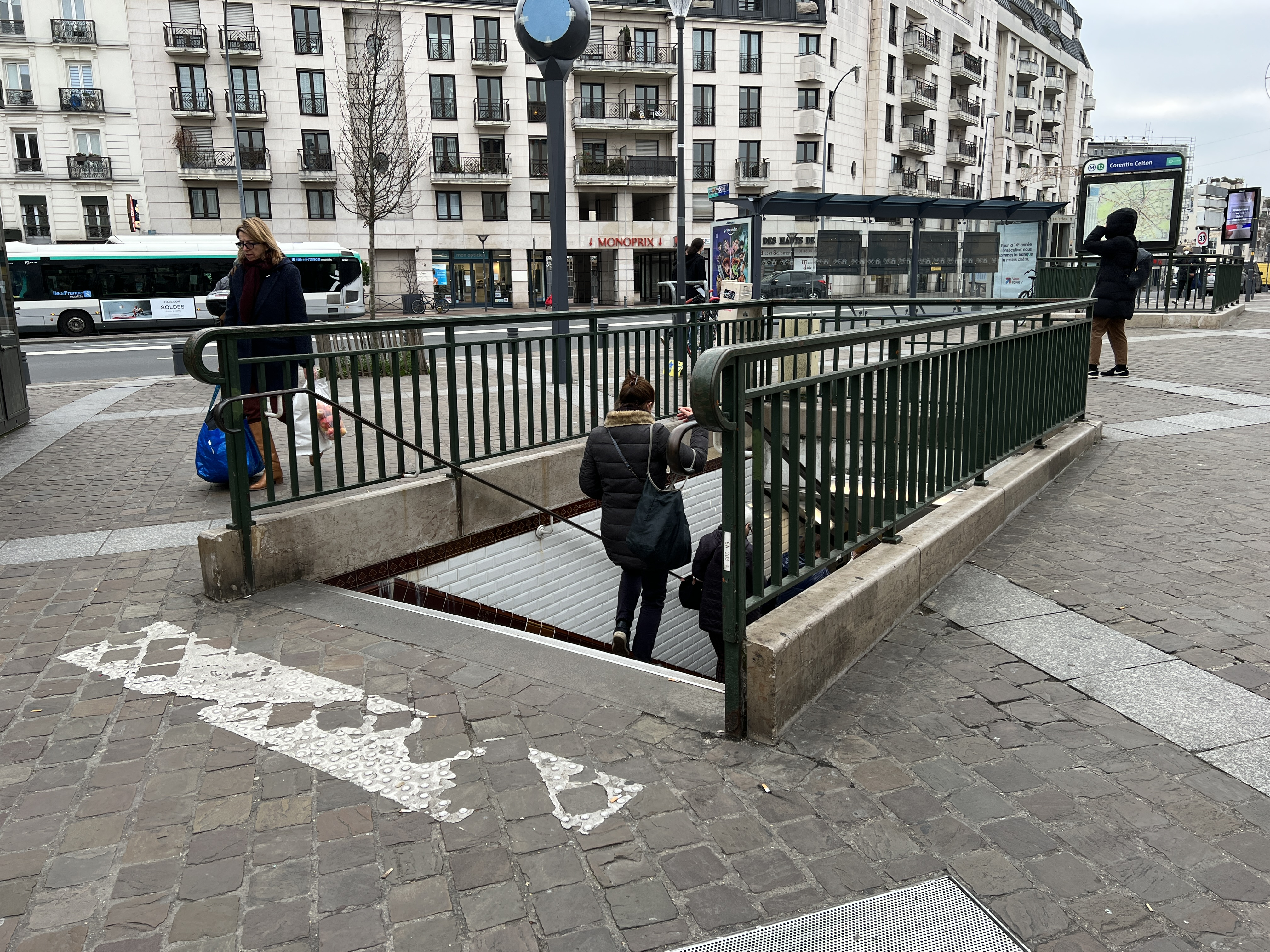
L'accès no 2 « Rue Ernest-Renan ».
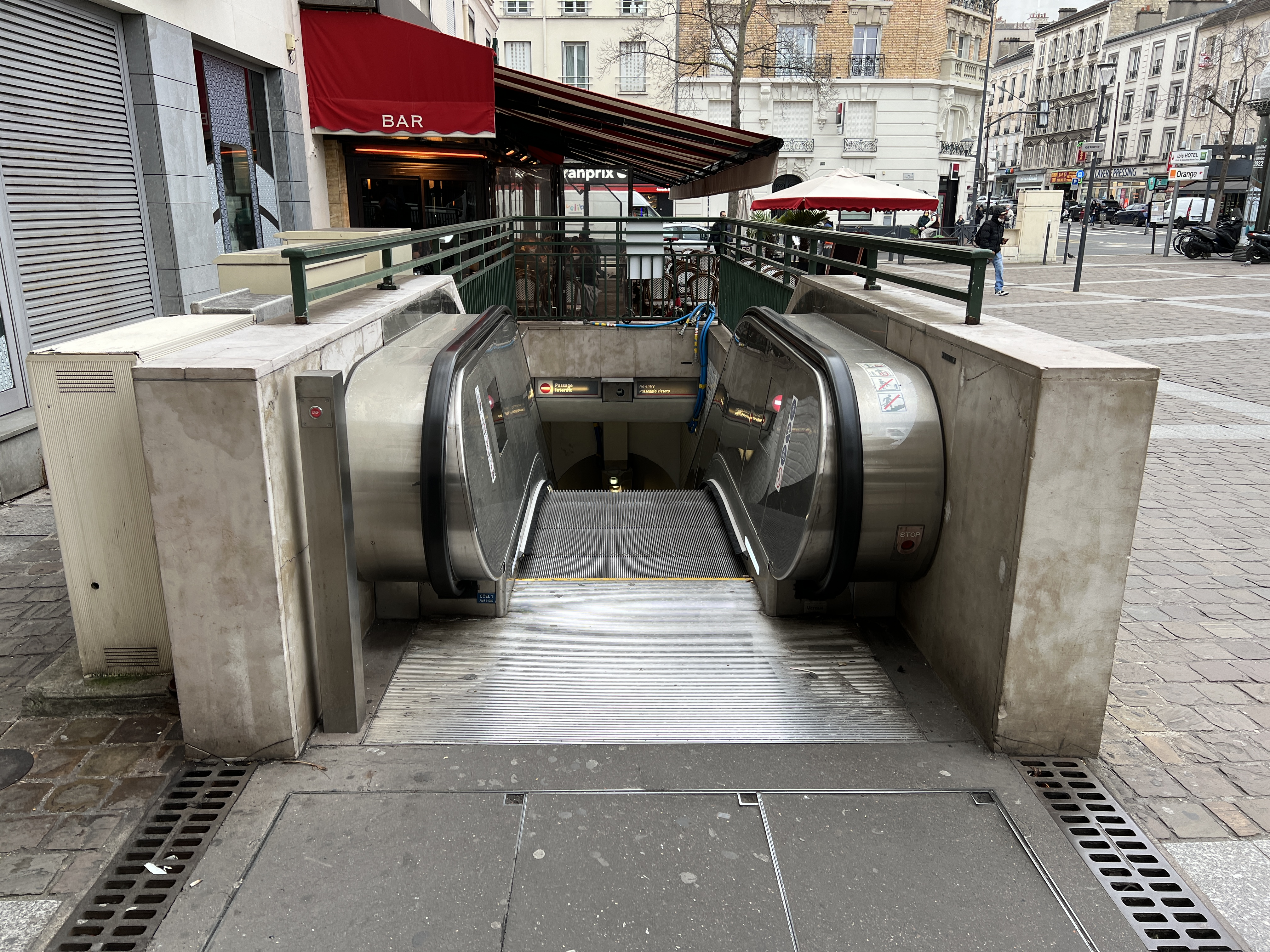
L'accès no 3 « Place Paul-Vaillant Couturier ».

.

### Quais

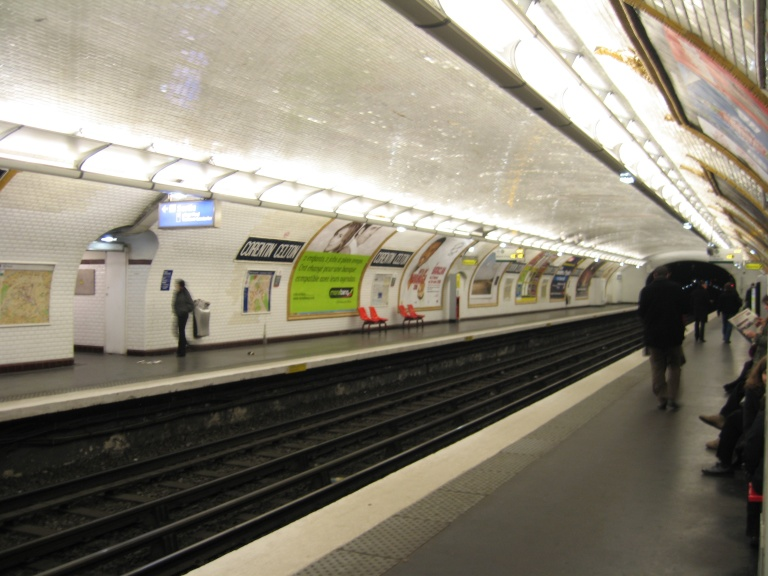
La station en 2008.

Corentin Celton est une station de configuration standard : elle possède deux quais séparés par les voies du métro et la voûte est elliptique. La décoration est du style utilisé pour la majorité des stations du métro : les bandeaux d'éclairage sont blancs et arrondis dans le style « Gaudin » du renouveau du métro des années 2000, et les carreaux en céramique blancs biseautés recouvrent les pieds-droits, la voûte, les tympans et les débouchés des couloirs. Les cadres publicitaires sont en faïence de couleur miel et le nom de la station est également en faïence. Les sièges sont de style « Motte » de couleur rouge.
La station est avec Mairie d'Issy une des deux seules de la ligne 12 à être décorées dans le style de la CMP, le restant de la section historique ayant été exploitée par le Nord-Sud jusqu'à son absorption par sa compagnie concurrente en 1930.

### Intermodalité
La station est desservie par les lignes 126, 189, 394 et le service urbain TUVIM du réseau de bus RATP et, la nuit, par la ligne N62 du réseau Noctilien.

## À proximité
- Hôpital Corentin-Celton
- Église Maronite Saints-Sauveur-et-Maroun d'Issy-les-Moulineaux
- Paris Expo Porte de Versailles
- Parc omnisports Suzanne-Lenglen
- Séminaire Saint-Sulpice
- Issy Cœur de Ville

## Culture
La station apparaît dans le premier chapitre de Je m'en vais, roman de Jean Echenoz, paru en septembre 1999.
Elle apparaît également dans la bande dessinée Nestor Burma contre C.Q.F.D. de Malet et Moynot parue en 2016, sous son premier nom, Petits Ménages.